# 萨维奥洛沃区
萨维奥洛沃区（俄語：Савёловский район）是莫斯科北行政区的一区，位于北行政区、东北行政区和中央行政区的交界处，面积2.7平方公里，人口60,149人。萨维奥洛沃站和德米特罗夫站位于该区。